# Clube de Regatas do Flamengo (beach soccer)
Pour les articles homonymes, voir Flamengo.
Maillots

La section beach soccer du Clube de Regatas do Flamengo est un club brésilien basé à Rio de Janeiro, tenant son nom du quartier de Flamengo.

## Histoire
En 2001, le club de Flamengo lance un projet sur les sports de plage, dont le beach soccer, mais le projet n’aboutit pas. Jusqu'en 2009 des équipes éphémères représentent le club durant quelques championnats. C'est 2010, à l'initiative de grands joueurs de beach soccer fans du Flamengo, que le club réuni une équipe composée de grands joueurs dans l'histoire de ce sport ainsi que d'anciens joueurs de la section football. L'année suivante, le Flamengo fait ses débuts officiels en beach soccer, lors de la première Coupe du monde des clubs.

## Palmarès
- Coupe du Brésil
  - 3e en 2012

- Coupe du monde des clubs
  - Finaliste en 2012 et 2013
  - 3e en 2011

## Personnalités

### Joueurs notables
- André (2011)
- Benjamin
- Eudin
- Neném (2010)
- Paolo Palmacci (2011)

### Effectif actuel
| Coach : Rodrigo Stockler | Coach : Rodrigo Stockler | Coach : Rodrigo Stockler |
| ------------------------ | ------------------------ | ------------------------ |
| 1. Willian               | 9. Datinha               |                          |
| 3. Souza                 | 10. Benjamin             |                          |
| 5. Toinho                | 11. Leo                  |                          |
| 6. Digo                  | 12. Giulliano            |                          |
| 8. Eudin                 | 13. Case                 |                          |